# Diatelium wallacei
Diatelium wallacei (лат.) — вид жуков-челновидок (Scaphidiinae), единственный в составе рода Diatelium из семейства жуков-стафилинид. Юго-Восточная Азия.
Отличаются экстраординарно длинной жирафоподобной тонкой шеей.

## Распространение
Встречаются на островах Суматра и Калимантан (Индонезия); Саравак (Восточная Малайзия), Юго-Восточная Азия.

## Описание
Жуки средних размеров с экстраординарно длинной жирафоподобной шеей: общая длина тела до 2 см (у самцов половина длины тела приходится на тонкую вытянутую шею). Надкрылья и брюшко овальные, ноги длинные. Блестящие, голова и шея чёрная, надкрылья, ноги и усики оранжево-чёрные. Последние пять члеников усиков образуют булаву коричневого цвета. Надкрылья длинные, покрывают все сегменты брюшка, кроме нескольких последних. Формула члеников лапок: 5-5-5.

## Систематика
Вид входит в состав монотипического рода Diatelium подсемейства Scaphidiinae из семейства жуков-стафилинид. Ранее также выделялся в отдельную трибу Diateliitae Achard, 1924, сейчас входит в состав трибы Scaphidiini. Видовое название Diatelium wallacei дано в честь Mr. Wallace, собравшего типовые экземпляры.

### Список подвидов
Источник:
- Diatelium wallacei wallacei Pascoe, 1863
  - =Apoderus spectrum Snellen van Vollenhoven, 1865
- Diatelium wallacei laterale Achard, 1920
  - =Diatelium laterale Achard, 1920